# Grayling (Alaska)
Grayling – miasto w Stanach Zjednoczonych, w stanie Alaska, w okręgu Yukon–Koyukuk.